# جیمی اسمیت (بازیکن فوتبال)
جیمی اسمیت (انگلیسی: Jimmy Smith؛ زاده ۲۰ ژوئن ۱۹۰۲ – درگذشته ۱۹۷۵ (۷۲−۷۳ سال)) بازیکن فوتبال در پست مهاجم اهل اسکاتلند بود.

## باشگاهی
از باشگاه‌هایی که در آن بازی کرده‌است می‌توان به باشگاه فوتبال لیورپول، باشگاه فوتبال بریستول راورز، باشگاه فوتبال نوتس کانتی، باشگاه فوتبال تانبریج ولز، باشگاه فوتبال نیوپورت کانتی، باشگاه فوتبال رنجرز، و باشگاه فوتبال دومبارتون اشاره کرد.